# Cloruro de cetilpiridinio
El cloruro de cetilpiridinio (CPC) es un compuesto de amonio cuaternario catiónico utilizado como medida profiláctica en algunos tipos de enjuagues bucales y pastas de dientes, pastillas y aerosoles para las vías superiores (garganta y vías nasales). Es un antiséptico que elimina bacterias y otros microorganismos. Ha demostrado ser eficaz en la prevención de la placa dental, reducción de la gingivitis y halitosis.
También se usa como un ingrediente en ciertos pesticidas.
Puede causar manchas marrones entre los dientes y en la superficie.  Sin embargo, estas manchas se pueden quitar fácilmente por un dentista durante un chequeo rutinario o con medidas profilácticas.

## Propiedades físicas y químicas
El cloruro de cetilpiridinio tiene la fórmula molecular C21H38NCl y en su forma pura se encuentra en estado sólido a temperatura ambiente. Tiene un punto de fusión de 77 °C cuando es anhidro y 80-83 °C en su forma monohidrato. Es insoluble en acetona, ácido acético, o etanol. Tiene un olor similar a la piridina. Es combustible. Su solución concentrada destruye las membranas mucosas. Es tóxico si se ingiere o se inhala.
En algunos productos, se sustituye por bromuro de cetilpiridinio. Sus propiedades son virtualmente idénticas.
Su concentración micelar crítica (CMC) es de 0,00124 M, correspondiente a 0,042% en agua.